# Kanton Les Martres-de-Veyre
Der Kanton Les Martres-de-Veyre ist seit 2015 ein französischer Wahlkreis im Arrondissement Clermont-Ferrand im Département Puy-de-Dôme in der Region Auvergne-Rhône-Alpes.

## Gemeinden
Der Kanton besteht aus elf Gemeinden mit insgesamt 12.695 Einwohnern (Stand: 2022) auf einer Gesamtfläche von 205,43 km²:
| Gemeinde                    | Einwohner 1. Januar 2022 | Fläche km² | Dichte Einw./km² | Code INSEE | Postleitzahl |
| --------------------------- | ------------------------ | ---------- | ---------------- | ---------- | ------------ |
| Authezat                    | 661                      | 5,79       | 114              | 63021      | 63114        |
| Chanonat                    | 1.715                    | 12,70      | 135              | 63084      | 63450        |
| Corent                      | 782                      | 2,68       | 292              | 63120      | 63730        |
| La Roche-Blanche            | 3.373                    | 11,60      | 291              | 63302      | 63670        |
| La Sauvetat                 | 725                      | 7,98       | 91               | 63413      | 63730        |
| Le Crest                    | 1.300                    | 6,84       | 190              | 63126      | 63450        |
| Les Martres-de-Veyre        | 3.786                    | 9,28       | 408              | 63214      | 63730        |
| Orcet                       | 2.867                    | 6,00       | 478              | 63262      | 63670        |
| Saint-Amant-Tallende        | 1.811                    | 4,97       | 364              | 63315      | 63450        |
| Tallende                    | 1.565                    | 5,99       | 261              | 63425      | 63450        |
| Veyre-Monton                | 3.698                    | 12,11      | 305              | 63455      | 63960        |
| Kanton Les Martres-de-Veyre | 22.283                   | 85,94      | 259              | 6321       | –            |